# Acacia lehmannii
Acacia lehmannii é uma espécie de leguminosa do gênero Acacia, pertencente à família Fabaceae.